# Stepanje
Stepanje (cyr. Степање) – wieś w Serbii, w okręgu kolubarskim, w gminie Lajkovac. W 2011 roku liczyła 443 mieszkańców.